# Tall Szamijja
Tall Szamijja (arab. تل شامية) – wieś w Syrii, w muhafazie Al-Hasaka. W 2004 roku liczyła 162 mieszkańców.